# Fabricante de lágrimas
Fabricante de lágrimas es una película de 2024, dirigida por Alessandro Genovesi, una adaptación cinematográfica de la novela homónima de Erin Doom.

## Resumen
Nica, de ocho años, queda huérfana cuando sus padres mueren en un accidente automovilístico. La llevan al opresivo orfanato de Sunnycreek, donde se hace amiga de una niña llamada Adeline. Años más tarde, Nica, ahora adolescente, es adoptada por Anna y Norman Milligan. La pareja también adopta a Rigel, un adolescente de mal humor que es el orgullo y la alegría de la directora, Margaret, que considera a Rigel como su propio hijo. Anna y Norman son un matrimonio que recientemente sufrió la muerte de su único hijo, y como una forma de seguir adelante con sus vidas eligieron adoptar a Nica y Rigel para darles el amor de padres que, como huérfanos, habían dejado de recibir.
En su nuevo hogar, Rigel se muestra hostil hacia Nica. Los flashbacks revelan que en Sunnycreek, todos los niños, excepto Rigel, fueron abusados física y emocionalmente por Margaret. Según Nica, Rigel siempre fue el "niño prodigio" del orfanato y que siempre mantenía una conducta perfecta e intachable con todos, excepto con ella, al punto de llamarlo su "fabricante de lágrimas".
En su primer día de clases, a pesar de los nervios, Nica logra adaptarse al nuevo ambiente y se vuelve amiga de Billie, una extrovertida alumna que forma parte del comité de bienvenida, y Miki, una chica retraída que esconde que es de una familia rica, y está secretamente enamorada de Billie, además de recibir elogios por parte de su profesor de ciencia por sus excelentes calificaciones. Rigel, por su parte, se pelea con otro estudiante, al escuchar que pretendía seducir a Nica para acostarse con ella como parte de una apuesta.
Al día siguiente, Anna y Norman llevan a Nica y Rigel de compras para darles ropa nueva. Sin embargo, al probarse un vestido nuevo sufre un ataque de pánico al gatillar un recuerdo traumático en el orfanato. A pesar de esto, Nica decide no contarle a Anna sobre sus traumas y lo que vivió en el orfanato. Al regresar a la escuela, los estudiantes participan en el Día del Jardín, donde se regalan rosas de forma anónima. Nica recibe una rosa negra, que significa un amor atormentado y obsesivo, y Rigel niega habérsela regalado.
Un estudiante llamado Lionel invita a salir a Nica y luego Rigel se pelea con él. Nica reprende a Rigel por su comportamiento, a lo que Rigel responde diciendo que ella es su fabricante de lágrimas y sufre una convulsión, dejándola a ella a cargo de él dado que Anna y Norman estaba fuera de la ciudad esa noche. Mientras lo cuida ellos comparten un momento romántico pero se interrumpe de inmediato con la llegada de Anna y Norman. Un flashback de Sunnycreek revela que en una ocasión, cuando Nica estaba a punto de ser castigada por Margaret, Rigel se cortó la mano para distraerla.
Adeline visita la casa de los Milligan y le dice a Nica que quiere presentar cargos contra Margaret y necesita el testimonio de Nica. Nica se niega, incapaz de afrontar su pasado. Esa noche, Nica y Rigel están a punto de besarse cuando Lionel llama a la puerta. Lionel sospecha que Nica y Rigel sienten algo el uno por el otro y le dice que la gente no aprobaría su relación. Rigel le dice a Nica que está demasiado destrozado por ella y que ella merece un novio normal. También le dice a Anna que rechaza su adopción y sale de la casa.
Durante el baile de la escuela, Lionel intenta agredir sexualmente a Nica en un salón de clases, pero Rigel interviene. Nica y Rigel se besan y tienen relaciones sexuales. Después de abandonar la pelota, Lionel, furioso, intenta golpearlos con su auto en un puente, pero escapan saltando al río.
Nica se despierta en el hospital; El cuerpo de Rigel ha amortiguado su caída y se encuentra en coma, complicado aún más por los neuromas cerebrales que padece. Ahora está bajo la custodia de Margaret, después de haber rechazado la adopción de los Milligan. Margaret culpa a Nica por su coma y dice que la mantendrá alejada de él para siempre. Nica, ahora rebelde, finalmente accede a testificar en su contra.
Luego, Nica le dice a Rigel en el hospital que ganaron el caso y que Margaret nunca podrá volver a hacerle daño. Rigel finalmente despierta del coma. En el futuro, Nica y Rigel están felizmente casados y tienen una hija.

## Reparto
- Caterina Ferioli como Nica Diver
- Simone Baldasseroni como Rigel Wilde
- Roberta Rovelli como Anna Milligan
- Orlando Cinque como Norman Milligan
- Eco Andriolo como Adeline
- Nicky Pasarella como Billie
- Sabrina Stoker como Margaret Stoker
- Sveva Romana Candelleta como Miki
- Alessandro Bedetti como Lionel
- Jujo Di Domenico como Asia
- Stefano Massari como Peter Corrin
- Laura Baldi como Dalma
- Eugenio Krauss como esposo de Dalma
- Anthonio Ghisleri como Phelps
- Aron Tewelde como el señor Kirill

## Receptión
A pesar de las críticas, en el sitio web italiano "Sentieri Selvaggi" obtuvo una puntuación de 4,9 por parte de los lectores.
El 7 de abril la película recibió elogios de la subsecretaria de Cultura italiana Lucia Borgonzoni, el 8 de abril del presidente de la Fundación Marche Cultura Andrea Agostini y del jefe de la Marche Film Commission Francesco Gesualdi, mientras el 20 de abril por la vicepresidenta italiana de la comisión de Cultura, Giorgia Latini.